# Sites mégalithiques des Bouches-du-Rhône
| \| Marseille Aix-en-Provence Arles Istres \| Répartition géographique des sites. · : dolmen - : menhir |
| Marseille Aix-en-Provence Arles Istres                                                                 |

Cet article présente la liste des sites mégalithiques des Bouches-du-Rhône, en France.

## Inventaire non exhaustif
| Monument                              | Commune                 | Remarque                                 | Protection            | Coordonnées                                             | Illustration        |
| ------------------------------------- | ----------------------- | ---------------------------------------- | --------------------- | ------------------------------------------------------- | ------------------- |
| Dolmen de la Blaque                   | Aix-en-Provence         |                                          |                       |                                                         |                     |
| Dolmens de Saint-Marc                 | Aix-en-Provence         |                                          | probablement détruits |                                                         |                     |
| Statue-menhir de Sextius-Mirabeau     | Aix-en-Provence         |                                          |                       | dépôt archéologique Aix-en-Provence                     |                     |
| Dolmen de Roucas de l'Eure            | Aureille                |                                          |                       |                                                         |                     |
| Mégalithe de la chapelle Saint-Martin | Aurons                  |                                          | Notice no 13000059    |                                                         |                     |
| Statue-menhir de Vallongue            | Eygalières              |                                          |                       | collection privée                                       |                     |
| Dolmen de la Mérindole                | Fontvieille             |                                          | Inscrit MH (1996)     | 43° 41′ 51″ N, 4° 44′ 32″ E                             |                     |
| Dolmen de Coutignargues               | Fontvieille             | appelé aussi Dolmen de Saint-Contignarde | Classé MH (1894)      | 43° 42′ 24″ N, 4° 40′ 40″ E                             |                     |
| Dolmen du Mas d'Agard                 | Fontvieille             |                                          | Inscrit MH (1995)     | 43° 42′ 14″ N, 4° 42′ 49″ E                             |                     |
| Hypogées de Fontvieille               | Fontvieille             | Hypogée de Bonnias                       | Classé MH (1889)      | 43° 42′ 33″ N, 4° 41′ 05″ E                             |                     |
| Hypogées de Fontvieille               | Fontvieille             | Hypogée de la Source                     | Classé MH (1889)      |                                                         |                     |
| Hypogées de Fontvieille               | Fontvieille             | Hypogée de Cordes                        | Classé MH (1894)      | 43° 42′ 00″ N, 4° 40′ 29″ E                             |                     |
| Hypogées de Fontvieille               | Fontvieille             | Hypogée du Castelet                      | Classé MH (1900)      | 43° 42′ 33″ N, 4° 40′ 34″ E                             | Hypogée du Castelet |
| Statue-menhir de Miouvin              | Istres                  |                                          |                       |                                                         |                     |
| Dolmens des Cudières                  | Jouques                 | 2 dolmens                                | Inscrit MH (1996)     | 43° 38′ 01″ N, 5° 41′ 23″ E 43° 38′ 01″ N, 5° 41′ 21″ E |                     |
| Dolmen de la Plaine                   | Meyrargues              |                                          |                       |                                                         |                     |
| Statue-menhir de Mouriès              | Mouriès                 |                                          |                       |                                                         |                     |
| Dolmen des Gavots                     | Orgon                   |                                          |                       |                                                         |                     |
| Statue-menhir de Font de Malte        | Orgon                   |                                          |                       | collection privée                                       |                     |
| Statue-menhir du Mont Sauvy           | Orgon                   |                                          |                       | musée Calvet                                            |                     |
| Dolmen des Arnajons                   | Le Puy-Sainte-Réparade  |                                          |                       |                                                         |                     |
| Statue-menhir de la Marnière          | Rousset                 |                                          |                       |                                                         |                     |
| Dolmen de Maurély                     | Saint-Antonin-sur-Bayon |                                          |                       | 43° 30′ 46″ N, 5° 33′ 57″ E                             |                     |
| Statues-menhirs de la Puagère         | Sénas                   | 8 statues-menhirs                        |                       | musée Calvet                                            |                     |
| Statues-menhirs de la Bastidonne      | Trets                   | 11 statues-menhirs et divers fragments   |                       | Musée d'Archéologie nationale                           |                     |
| Nécropole tumulaire de Château Blanc  | Ventabren               |                                          |                       |                                                         |                     |
| Pierre Plantée                        | Vitrolles               | menhir                                   |                       | 43° 26′ 47″ N, 5° 14′ 54″ E                             |                     |